# Club Juan Aurich
Club Juan Aurich de Chiclayo jest peruwiańskim klubem piłkarskim z siedzibą w mieście Chiclayo. Swoje mecze domowe klub rozgrywa na oddanym do użytku w 1970 roku stadionie Estadio Elías Aguirre.

## Osiągnięcia

### Krajowe
- Primera División

| zwycięstwo (1):     | 2011       |
| drugie miejsce (2): | 1968, 2014 |

- Copa Federación

| zwycięstwo (0):     | –    |
| drugie miejsce (1): | 2012 |

## Historia
Klub awansował do pierwszej ligi peruwiańskiej w 1966 roku, a już w 1968 został wicemistrzem kraju i do roku 1997 był to największy sukces w historii klubu. Później było różnie – raz awans, raz spadek z najwyższej ligi. W roku 1997 klub zdobył puchar kraju (Copa Peru), skutkiem czego awansował do pierwszej ligi. Jednak już po 5 latach nastąpił kolejny spadek, jak dotąd bezpowrotny. Jedyny występ w Copa Libertadores zakończył się na pierwszej rundzie, choć drużyna walczyła dzielnie i konieczne były mecze dodatkowe.